# Alexandre Sarnes Negrão
Alexandre Sarnes Negrão (14 oktober 1985) is een Braziliaanse GP2 coureur met de bijnaam Xandi. Hij rijdt bij het Minardi Piquet Sports team sinds het allereerste GP2 seizoen 2005.
Xandi's carrière startte in het karting in 1998. Daarna reed hij in 2003 in de Formule 3 Sudamericana in het team van Nelson Piquet sr.. In 2004 won hij de Formule 3 Sudamericana. Hij werd door Nelson Piquet als tweede rijder, naast Nelson Piquet jr. in zijn GP2 team geplaatst. Nadat Piquet jr. in 2007 bij Williams F1 als testrijder ging werken werd Xandi eerste rijder naast Roldán Rodríguez. Hij heeft geen overwinningen gehaald in zijn GP2 carrière maar wel 2 pole positions.
In 2008 reed hij in het Fia GT kampioenschap. Hij reed daar met een Maserati MC12 van het Vitaphone Racing Team.

## GP2 resultaten
| Seizoen | Team                  | No. | Races | Poles | Winst | Punten | Klassement |
| ------- | --------------------- | --- | ----- | ----- | ----- | ------ | ---------- |
| 2005    | HiTech/Piquet Racing  | 4   | 23    | 2     | 0     | 4      | 19e        |
| 2006    | Piquet Sports         | 12  | 21    | 0     | 0     | 13     | 13e        |
| 2007    | Minardi Piquet Sports | 3   | 20    | 0     | 0     | 8      | 20e        |